# Роза, Фредерику
Фредерику Нобре Роза (порт. Frederico Nobre Rosa; 6 апреля 1957, Каштру-Верди, Португалия — 17 февраля 2019), более известный как Фредерику — португальский футболист, защитник, выступал за национальную сборную Португалии.

## Карьера
Родился в Каштру-Верди, регион Байшу-Алентежу. Воспитанник академии клуба «Фабрил». В сезоне 1975/76 года сыграл за команду 14 матчей чемпионата. В сезоне 1980/1981 перешёл в «Бенфику», где его сравнивали с Умберту Коэлью, в первых двух сезонах сыграл 30 матчей.
Больше всего в карьере провёл за «Боавишту» (9 сезонов). В 1995 году окончил карьеру игрока в «Лейшонш». Скончался 17 февраля 2019 года от диагноза боковой амиотрофический склероз.

## Достижения
«Бенфика»
- Чемпионат Португалии: 1980/81, 1982/83
- Кубок Португалии: 1979/80, 1980/81, 1982/83
- Суперкубок Португалии: 1980